# Gąska gorzkawa

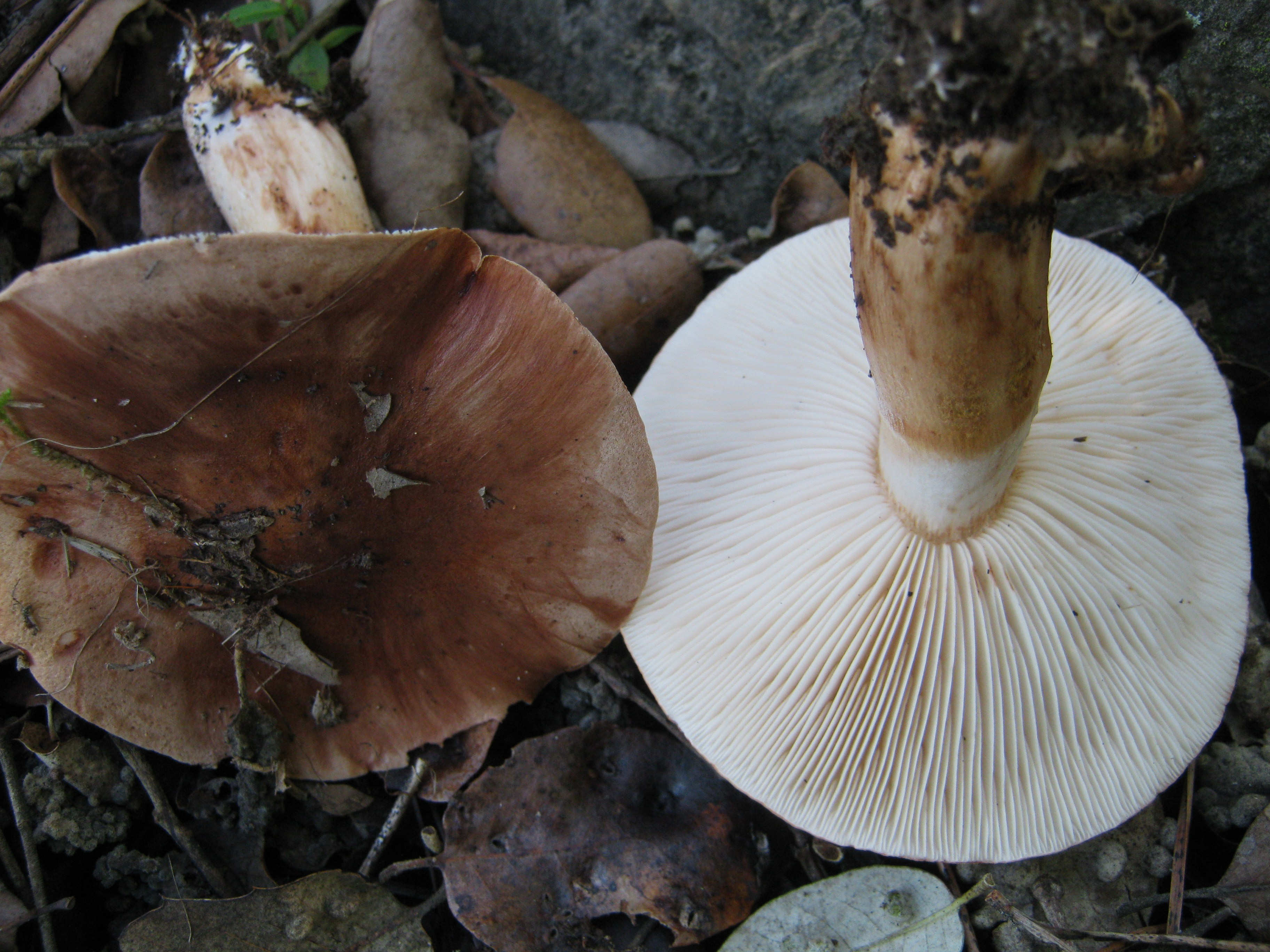

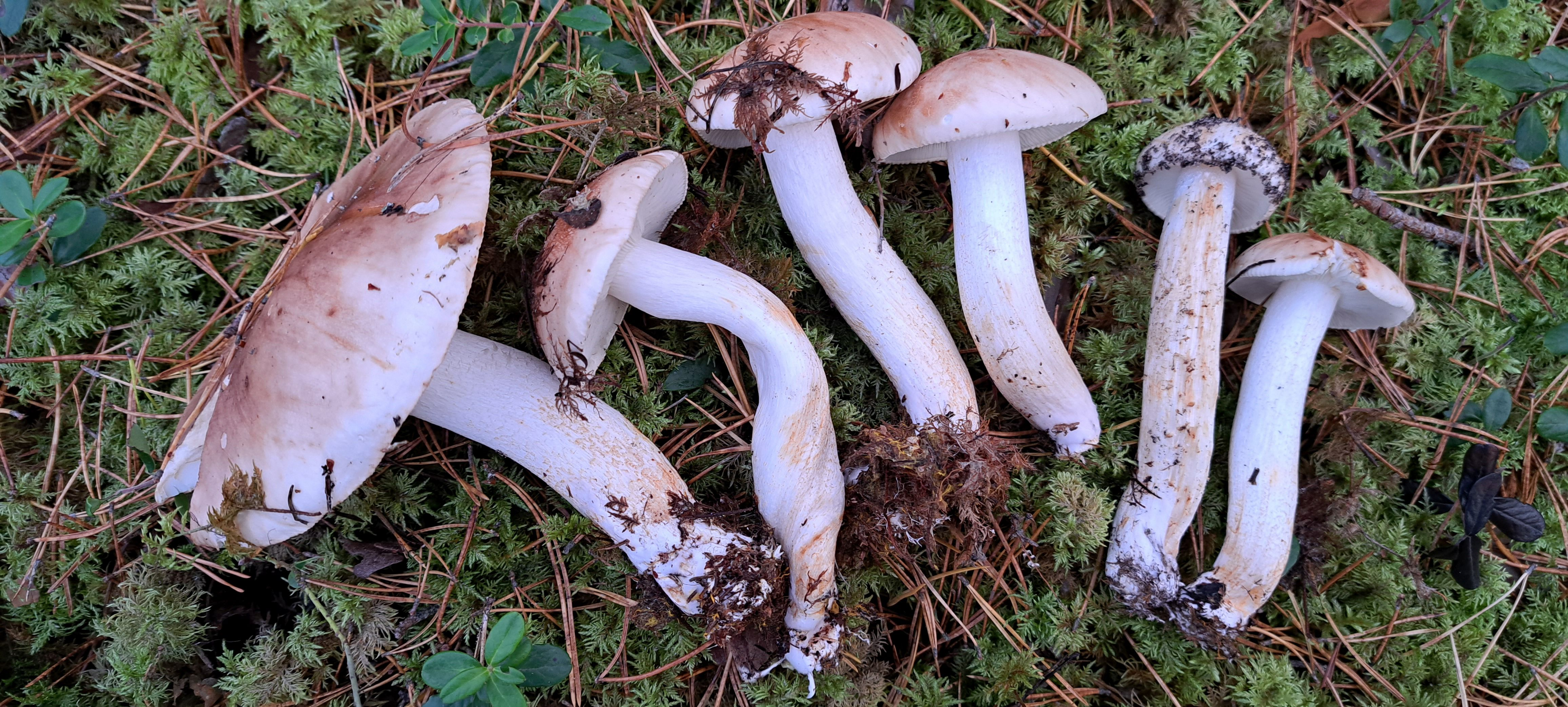

Gąska gorzkawa (Tricholoma stans (Fr.) Sacc.) – gatunek grzybów należący do rzędu pieczarkowców (Agaricales).

## Systematyka i nazewnictwo
Pozycja w klasyfikacji według Index Fungorum: Tricholoma, Tricholomataceae, Agaricales, Agaricomycetidae, Agaricomycetes, Agaricomycotina, Basidiomycota, Fungi.
Po raz pierwszy opisał go w 1869 r. Elias Fries jako podgatunek gąski kroplistobrzegiej (Agaricus pessundatus subsp. stans). W 1884 r. Pier Andrea Saccardo podniósł go do rangi odrębnego gatunku.
Polską nazwę zaproponował Władysław Wojewoda w 2003 r.

## Morfologia
Kapelusz
O średnicy 5–10 cm, początkowo wypukły, potem przechodzący w prawie płaski. Powierzchnia gładka, czerwonawobrązowa do szarobrązowej, czasami z bladym brzegiem, zwykle bez prążkowania, ale czasami może być bardzo słabo prążkowany.
Blaszki
Przy trzonie wykrojone, o średniej gęstości, białe lub kremowe.
Trzon
Wysokość 4–6 cm, grubość 1–3 cm, cylindryczny lub nieco bulwiasty u podstawy. Powierzchnia górą gładka i biaława, niżej drobno włókienkowata bladobrązowa. Brak pierścienia.
Miąższ
Biały, po dotknięciu brązowiejący. Smak i zapach niewyraźny, mączny.
Wysyp zarodników
Biały.
Cechy mikroskopowe
Zarodniki elipsoidalne, gładkie, 5,5–7 × 4–5,5 µm, nieamyloidalne.
Gatunki podobne
Najbardziej podobna jest gąska kroplistobrzega (Tricholoma pessundatum). Odróżnia się silniejszym aromatycznym zapachem i smakiem, jej zarodniki są znacznie węższe i zwykle ma okrągłe, wgłębione plamy w pobliżu brzegu kapelusza.

## Występowanie
Znane jest występowanie gąski gorzkawej w Europie, Ameryce Północnej i na Nowej Zelandii. W Polsce W. Wojewoda w 2003 r. przytoczył tylko dwa stanowiska z uwagą, że rozprzestrzenienie tego gatunku i stopień zagrożenia nie są znane, w późniejszych latach podano jednak wiele jego stanowisk, a najnowsze podaje internetowy atlas grzybów. Znajduje się w nim na liście gatunków zagrożonych i wartych objęcia ochroną.
Naziemny grzyb mykoryzowy tworzący ektomykoryzy głównie z sosnami. Owocniki od lata do jesieni.

## Zastosowanie
Ze względu na rzadkość występowania nie wiadomo, czy gąska ta jest jadalna, niejadalna, czy trująca. Sądząc po polskiej nazwie nadanej przez W. Wojewodę jako gorzka, jest niejadalna. Ogólna zasada jest taka, że w celach spożywczych zbiera się tylko grzyby pewne, co do których nie ma wątpliwości, że są jadalne.